# Eugent Bushpepa
Eugent Bushpepa (Rrëshen, Albania, 2 de julio de 1984), a veces conocido simplemente como Gent Bushpepa, es un cantante y compositor albanés. Ganó la 56.ª edición del Festivali i Këngës con la canción «Mall» y, por consiguiente, representó a Albania en el Festival de la Canción de Eurovisión 2018, en Lisboa, clasificándose para la final en la primera semifinal del concurso.
En la gran final obtuvo la undécima posición con 126 puntos del jurado y 58 del televoto, sumando un total de 184 puntos.